# 天望山 (北海道)
天望山（てんぼうざん）は、北海道河東郡上士幌町の標高1,174 mの山。

## 概要
天望山は、然別火山群を構成する火山の一つで、溶岩ドームに分類される。山体は大雪山国立公園に指定されている。
北東麓が然別湖に接し、湖面に映った形から、唇（くちびる）山とも呼ばれている。天望山の山体が上唇で湖面の反射が下唇というわけである。

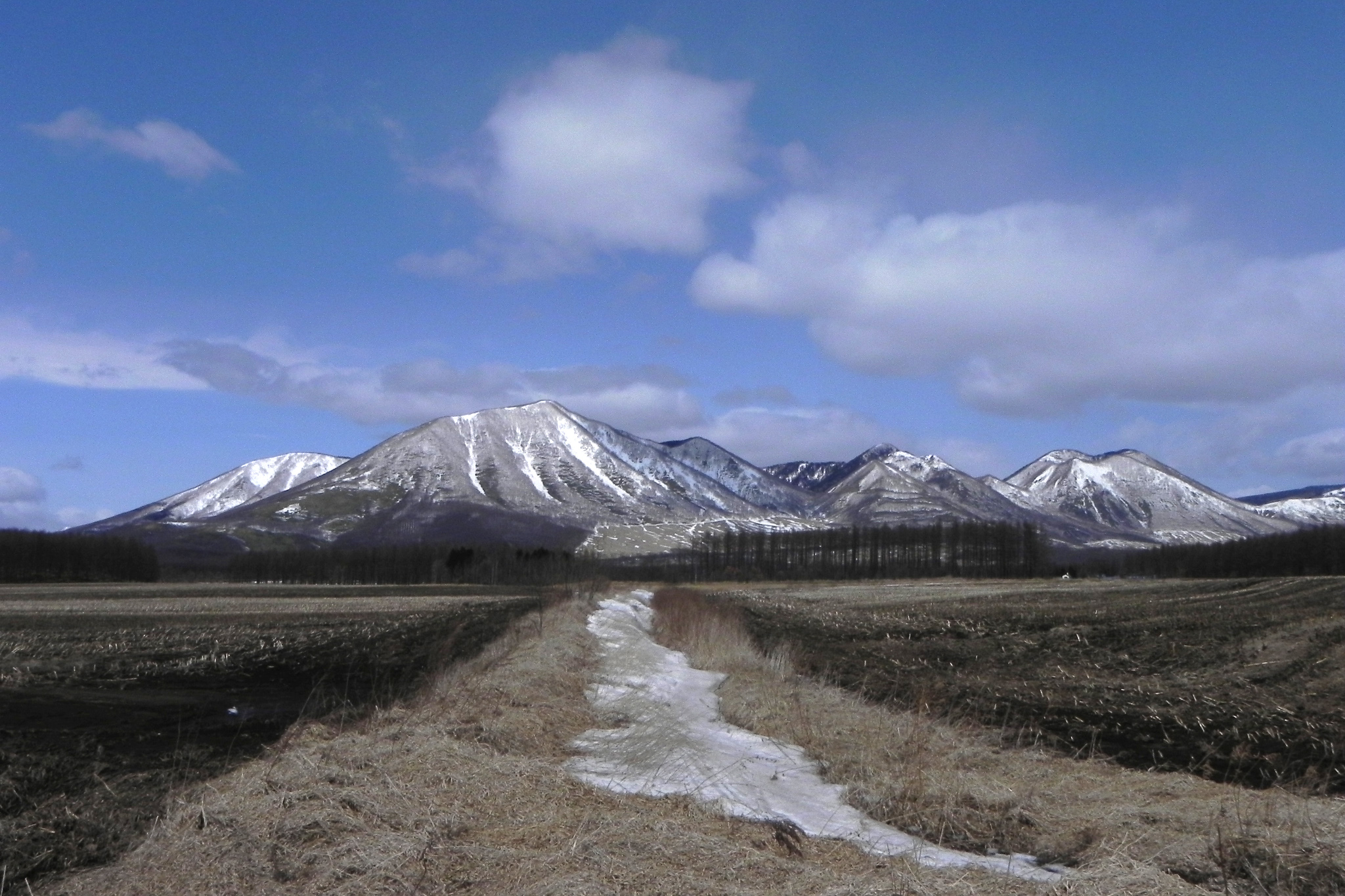
然別火山群の山々を南南東から望む、右端が天望山、中央左の大きな山体が東ヌプカウシヌプリ

## 登山
登山口は然別湖南端の1箇所（地図）。そこから湖畔を1.4kmほど東に歩き、山体を反時計回りに最短で登るルートか、時計回りに歩き東雲湖を経由して登るルートに分岐する。山頂からは然別湖やウペペサンケ山を望める。
- 然別湖畔コース  - 登り1時間30分[4]
- 東雲湖コース - 登り2時間40分[4]

なお、天望山と同程度の標高の白雲山を含めるルートも可能である。

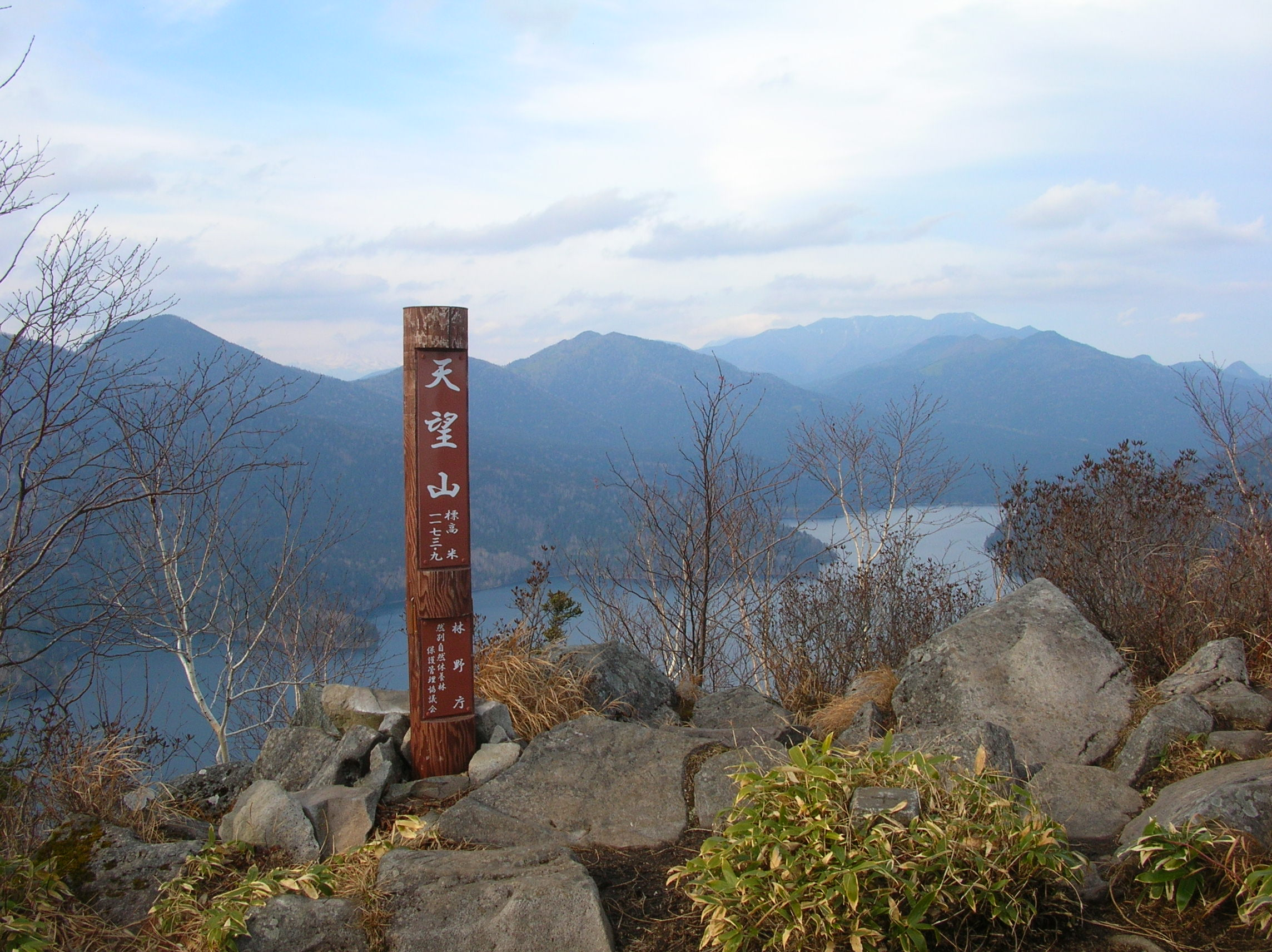
山頂から北北西を望む